# برونو كابريرزو
برونو كابريرزو (19 يوليو 1979 في ريو دي جانيرو في البرازيل – )؛ هو لاعب كرة قدم سابق كان يلعب كمدافع.

## وصلات خارجية
- برونو كابريرزو على موقع IMDb (الإنجليزية)
- برونو كابريرزو على موقع قاعدة بيانات الفيلم (الإنجليزية)

- برونو كابريرزو على موقع رابطة كرة القدم اليابانية للمحترفين (اليابانية)